# قناة المتوسط (تونس)
قناة المتوسط هي قناة تلفزيونية خاصة تونسية.

## البرامج
لقناة المتوسط العديد من البرامج:
- صوت الشارع
- تغطية خاصة
- في الملعب
- على الطائر
- بالسياسة
- ليالي تونس
- العين الثالثة
- لقاء خاص

## روابط خارجية
- الموقع الرسمي لقناة المتوسط